# Alex Romanowitsch Mazukatow
Alex Romanowitsch Mazukatow (russisch Алекс Романович Мацукатов; * 11. Januar 1999 in Oktjabrskoje) ist ein russischer Fußballspieler.

## Karriere

### Verein
Mazukatow begann seine Karriere beim FK Krasnodar. Zur Saison 2016/17 rückte er in den Kader der drittklassigen Zweitmannschaft Krasnodars. In jener Spielzeit kam er zu 18 Einsätzen in der Perwenstwo PFL, in denen er vier Tore erzielte. Im April 2018 stand er gegen ZSKA Moskau. In der Saison 2017/18 kam er zu fünf Drittligaeinsätzen für Krasnodar-2, mit dem Team stieg er zu Saisonende in die Perwenstwo FNL auf.
Sein Debüt in der zweithöchsten Spielklasse gab Mazukatow im Juli 2018 gegen den FK Sibir Nowosibirsk. In der Saison 2018/19 machte er 20 Zweitligapartien, in denen er zwei Tore erzielte. Im Juli 2020 debütierte er für die erste Mannschaft in der Premjer-Liga, als er am 23. Spieltag der Saison 2019/20 gegen den FK Dynamo Moskau in der 76. Minute für Daniil Utkin eingewechselt wurde. In der Saison 2019/20 kam der Mittelfeldspieler zu zwei Einsätzen in der Premjer-Liga, zudem absolvierte er 25 Spiele für Krasnodar-2 in der Perwenstwo FNL. In der Saison 2020/21 absolvierte er 24 Zweitligapartien für Krasnodar-2, für die Profis kam er sechsmal zum Zug.
In der Saison 2021/22 absolvierte er ebenfalls sechs Partien in der Premjer-Liga, für Krasnodar-2 kam er nur noch siebenmal zum Einsatz. Nach einem weiteren Einsatz im Oberhaus bis zur Winterpause 2022/23 wurde Mazukatow im Februar 2023 an den Zweitligisten Akron Toljatti verliehen.

### Nationalmannschaft
Mazukatow kam im Februar 2014 zu einem Einsatz für die russische U-16-Auswahl. Im Mai 2017 absolvierte er zwei Partien im U-21-Team.